# Comune venezuelana
La comune venezuelana (in spagnolo: comuna) è un'organizzazione sociale riconosciuta dalla Repubblica Bolivariana del Venezuela.
Il modello della comune attuato in Venezuela trascende il livello locale e municipale; si tratta di una organizzazione che opera attraverso la diretta collaborazione del governo bolivariano senza sottostare ai consigli municipali né agli Stati federati della Repubblica. Lo scopo della comune è, secondo il governo venezuelano, di favorire l'economia popolare attraverso la proposta di progetti basati sul soddisfacimento dei bisogni immediati della comunità (costruzione di strade, illuminazione pubblica, sanità e istruzione) che sono poi approvati dal governo, il quale provvede all'erogazione dei fondi necessari per realizzarli. Politicamente la comune è governata attraverso l'elezione dei membri dei consigli di comunità.

## Storia e caratteristiche
La comune venezuelana non è ente statale vero e proprio, a differenza dei comuni, in quanto il referendum che prevedeva di inserire questo tipo di organizzazioni nella costituzione come istituzioni dello Stato ha ottenuto come esito il rifiuto della proposta. In seguito al referendum, le comuni sono state comunque riconosciute da varie leggi che ne disciplinano la creazione, i processi decisionali e la composizione. Il governo bolivariano, sotto la guida del presidente Maduro, ha predisposto la creazione di un ministero apposito: il Ministero del Potere Popolare per le Comuni e i Movimenti Sociali. Nel novembre 2024, l'Assemblea Nazionale ha approvato la Ley Orgánica de las Comunas, che disciplina in modo strutturato l'organizzazione delle comuni. A differenza dei comuni, la loro esistenza prescinde dalla territoralità, infatti accade che una comune inglobi più municipi diversi tra loro. Secondo le dichiarazioni di Hugo Chavez, le comuni sarebbero l'avanguardia dello stato socialista e comunale che dovrebbe costituirsi attraverso l'azione della Rivoluzione bolivariana.
I cittadini sono chiamati a scegliere direttamente i singoli progetti da attuare in un determinato ambito territoriale. Progetti che riguardano infrastrutture tutte ugualmente importanti per la vita delle comunità: dalle strade alle fognature, dagli ambulatori ai campi sportivi, dalle strade alle scuole.
Le comuni consentono di instaurare progressivamente la democrazia diretta per attribuire al popolo il potere decisionale in merito alla gestione del territorio.